# Wolfgang Sander (Erziehungswissenschaftler, 1944)
Wolfgang Sander (* 1944 in Esseratsweiler) ist ein deutscher Pädagoge.

## Leben
Nach Studium der Sozialwissenschaften, Pädagogik und Geschichte in Münster legte er 1973 das 1. und 2. Staatsexamen für das Lehramt an Gymnasien ab. Zunächst arbeitete er als Lehrer und im Kultusministerium NRW und ab 1975 als Akademischer Oberrat am Fachbereich Erziehungswissenschaft und Sozialwissenschaften der Westfälischen Wilhelms-Universität Münster.
1983 wurde er mit der Dissertation Effizienz und Emanzipation, zu den Prinzipien des verantwortlichen Urteilens und Handelns, eine Grundlegung zur Didaktik der politischen Bildung zum Dr. phil. promoviert und 1995 mit einer Habilitationsschrift mit dem Schwerpunkt Radikaler Konstruktivismus habilitiert.
Seit 2004 ist er außerplanmäßiger Professor am Fachbereich Erziehungswissenschaft und Sozialwissenschaften der WWU Münster.

## Wirken
Wolfgang Sanders Schaffen liegt hauptsächlich in der Projektarbeit der Bundeszentrale für politische Bildung. Er und sein Team von vier Hilfskräften bearbeiten verschiedene Projekte zur Wahlforschung für Lehrer und Schüler, u. a. in Kooperation mit dem Ministerium für Schule, Wissenschaft und Forschung NRW.
Als Professor am Fachbereich Erziehungswissenschaft und Sozialwissenschaften der WWU Münster ist er für die Lehrgebiete Bildungsforschung, -philosophie, Didaktik, Curriculumentwicklung, Politische Bildung, Neue Medien, Computer im Unterricht und den Zusatzstudiengang Medienpädagogik zuständig.
Prüfungsberechtigt ist er für alle Prüfungen am Institut für Erziehungswissenschaft; außerdem ist er Verwaltungsdirektor des Instituts.

## Schriften
- Effizienz und Emanzipation. Opladen: Leske u. Budrich. 1984
- Schülerinteresse am Computer. Opladen: Westdt. Verl. 1988